# Disney Television Animation
 (novembre 2021).
Disney Television Animation (DTVA), anciennement Walt Disney Television Animation, est un studio d'animation principalement dévolu à la production de longs métrages destinés directement au marché de la vidéo. C'est une division de Walt Disney Television, cette dernière étant une filiale de la Walt Disney Company créée en 1984 pour produire spécialement des programmes animés pour la télévision.
Ces programmes sont des séries assez connues comme La Bande à Picsou, Super Baloo, Myster Mask, Gargoyles, les anges de la nuit ou plus récentes telles que Kim Possible ou Phinéas et Ferb.

## Historique
En 1984, avec la réorganisation de la Walt Disney Company à la suite de l'arrivée de Michael Eisner, plusieurs animateurs de Walt Disney Pictures sont regroupés dans une entité spéciale destinée à la production d'animations pour la télévision, sous la direction de Gary Krisel.
Parmi les animateurs-clefs ayant travaillé dans cette entité, il est possible de citer :
- Tom Ruzicka, passé depuis chez Universal Animation Studios
- Bill Gross, ancien président de Jumbo Pictures, créateur de Doug et depuis chez Idealab!.
- Sharon Morrill, nommée par la suite présidente de DisneyToon Studios
- Maia Mattise
- Lenora Hume
- Barbara Ferro...

De 1984 à 1990, Gary Krisel est le vice-président de la société, puis président jusqu'à sa démission en 1995.
Destiné à répondre à l'explosion des demandes en matière de séries animées télévisées dans les années 1980, il est initialement créé en 1988 à Sydney (Australie) par la filiale Walt Disney Television Animation sous le nom Walt Disney Animation Australia. Il produit ainsi plusieurs séries telles que Tic et Tac, les rangers du risque (1989), Myster Mask (1991) ou La Bande à Dingo (1992) avant de se lancer aussi dans le long-métrage (cinéma télévision et vidéo). Il est ainsi le principal artisan entre autres de  Peter Pan 2 : Retour au Pays imaginaire (2002), Les Aventures de Porcinet  et Le Livre de la jungle 2 (2003).
Les locaux de ces studios étaient à l'origine situés dans ceux de la Motion Picture and Television Academy à North Hollywood avec un second bâtiment sur Cahuenga Avenue. Peu avant 1998, le second bâtiment déménagea dans le Fairmont Building à Burbank.
En 1998, le siège de Walt Disney Television Animation devient le Frank G. Wells Building du siège social de la Walt Disney Company.

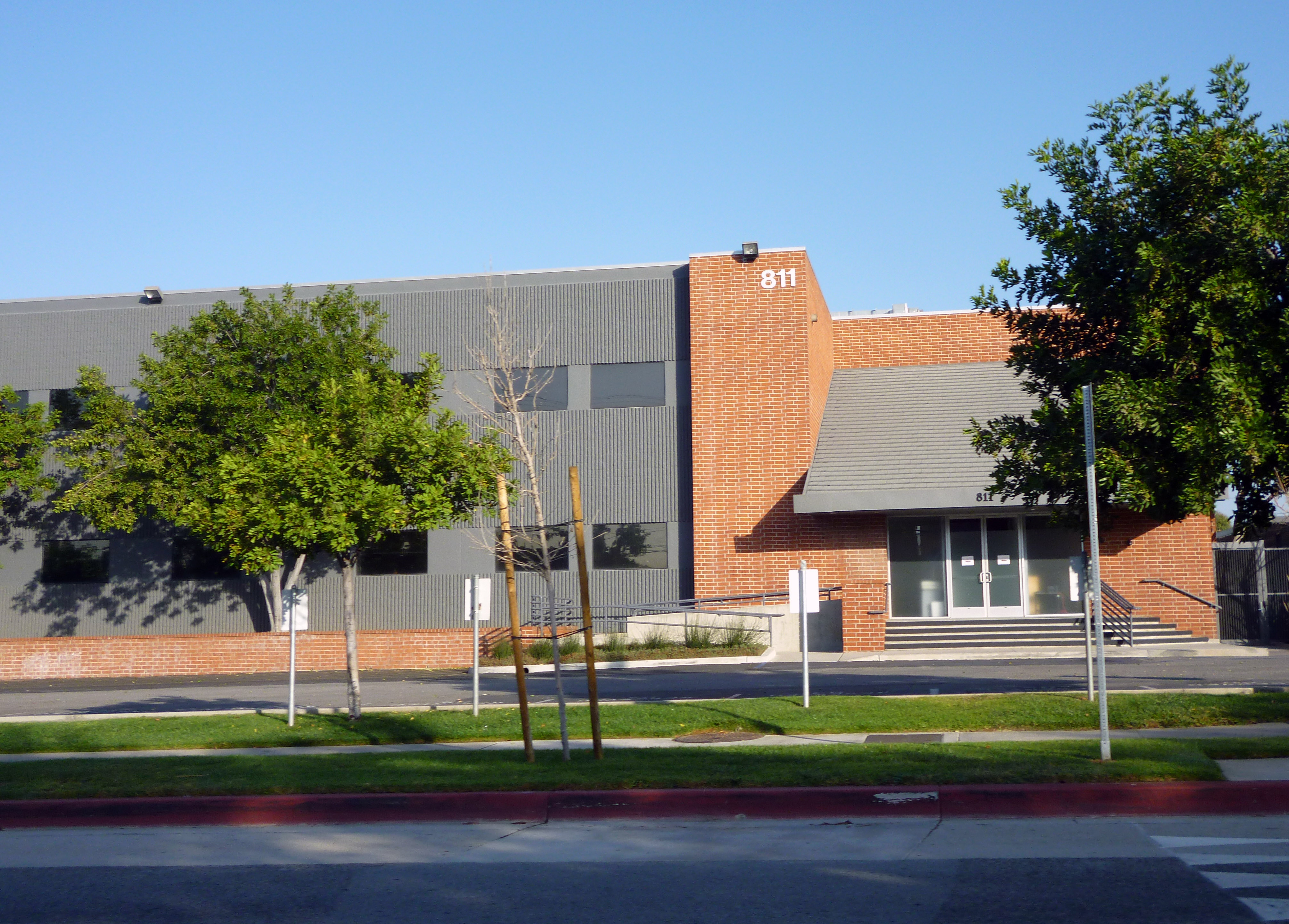
Studios de Walt Disney Television Animation au 811 Sonora Avenue

Les studios de production déménagèrent eux en 2002 au sein du complexe Disney de Glendale sur Sonora Avenue.
En 2003, une division des studios située dans les locaux de Walt Disney Animation Australia Walt Disney Animation Japan, Walt Disney Animation France et Walt Disney Animation Canada fut rebaptisée DisneyToon Studios et destinée à la production de longs-métrages sous le contrôle de Walt Disney Feature Animation. Disney annonça sa fermeture en 2006.
Le président de Walt Disney Television Animation, Barry Blumberg a annoncé sa retraite en novembre 2005 et Mike Moon est devenu depuis février 2006 le vice-président des séries télévisées.
Fin juillet 2006, Walt Disney Television Animation et Toei Animation annoncent une association pour la production d'une série en animation de synthèse nommée Robodies ou Robodeiz. La série sera semble-t-il diffusée sur Jetix ou Toon Disney et consistera en des robots miniatures inventés par un jeune designer de 12 ans.
Le 4 décembre 2009, Disney annonce le triplement de ses investissements dans la production de séries d'animation pour le marché EMEA avec deux séries pour Disney Channel, quatre pour Disney XD et une pour Playhouse Disney.
Le 10 juin 2014, Disney Television Animation annonce une série télévisée intitulée La Garde du Roi lion prévue pour 2015 et étendant le monde du Roi lion,,. Le 23 juin 2014, Disney Television Animation annonce le début de la production de Pickle and Peanut une comédie en animation prévue pour débuter en 2015 sur Disney XD. Le 25 février 2015, Disney annonce un remake de la série La Bande à Picsou pour 2017 sur la chaîne Disney XD,
En 2016, Disney reprend la location du 3355 West Empire Avenue à Burbank, un édifice de 5 étages et 128 300 pieds carrés (11 919 m2) et y installe Disney Television Animation, juste à côté des bureaux de Hasbro.
Le 30 novembre 2018, Disney Junior lance la production d'une série télévisée d'animation intitulée Mira, Royal Detective sur une jeune fille dans un monde fictif nommé Jalpur inspiré par l'Inde prévue pour 2020.
Le 24 juillet 2019, en raison de la forte demande de contenu, Disney Television Animation signent des contrats avec 17 animateurs et artistes  Bruce Smith (Cool Attitude), Jeff Howard (Planes), Kate Kondell (Clochette et la Fée pirate), Stevie Wermers (Lutins d'élite, mission Noël), Kevin Deters (Lutins d'élite, mission Noël), Howy Parkins (La Garde du Roi lion), Amy Higgins (Star Butterfly), Devin Bunje (Prince of Peoria), Nick Stanton (Prince of Peoria), Noah Z. Jones (Corniche et Cahuète), Mike Roth (Regular Show), John Infantino (Star Butterfly), Jeremy Shipp (Kung Fu Panda), Ryan Gillis (Corniche et Cahuète), Steve Marmel (Mes parrains sont magiques), Natasha Kline (Les Green à Big City) et Sage Cotugno (Luz à Osville).

## Filmographie

### Sorties Cinéma
- La Bande à Picsou, le film : Le Trésor de la lampe perdue (1990)
- Dingo et Max (1995)
- Doug, le film (1999)
- Les Aventures de Tigrou (2000)
- La Cour de récré : Vive les vacances ! (2001)
- Peter Pan 2 : Retour au Pays imaginaire (2002)
- Scott, le film (2004)

#### Classiques sortis directement en vidéo
- Le Retour de Jafar (1994)
- Aladdin et le Roi des voleurs (1996)
- Winnie l'ourson 2 : Le Grand Voyage (1997)
- La Belle et la Bête 2 : Le Noël enchanté (1997)
- Le Roi lion 2 : L'Honneur de la tribu (1998)
- Pocahontas 2 : Un monde nouveau (1998)
- Dingo et Max 2 : Les Sportifs de l'extrême (2000)
- La Petite Sirène 2 : Retour à l'océan (2000)
- La Belle et le Clochard 2 : L'Appel de la rue (2001)
- Le Bossu de Notre-Dame 2 : Le Secret de Quasimodo (2002)
- Cendrillon 2 : Une vie de princesse (2002)
- Les 101 Dalmatiens 2 (2003)

#### Sorties Vidéo ou Téléfilms
- Gargoyles, le film : les anges de la nuit (1995)
- Mighty Ducks, le film (1997)
- Le Monde magique de la Belle et la Bête (1998)
- Mickey, il était une fois Noël (1999)
- Winnie l'ourson : Joyeux Noël (1999)
- Buzz l'Éclair, le film : Le Début des aventures (2000)
- Mickey, la magie de Noël (2001)
- La Cour de récré : Les Vacances de Noël (2001)
- Mickey, le club des méchants (2002)
- Winnie l'ourson : Bonne Année (2002)
- La Légende de Tarzan et Jane (2002)
- Les Énigmes de l'Atlantide (2003)
- Stitch ! Le film (2003)
- La Cour de récré : Les petits contre-attaquent (2003)
- La Cour de récré : Rentrée en classe supérieure (2003)
- Kim Possible : La Clé du temps (2003)
- Kim Possible, le film : Mission Cupidon (2005)
- Cool attitude, le film (2005)
- Leroy et Stitch (2006)
- Phinéas et Ferb, le film : Voyage dans la 2e dimension (2011)
- Raiponce : Moi, j'ai un rêve (2017)

##### Sorties surDisney Plus
- Phinéas et Ferb, le film : Candice face à l'univers (2020)
- Les Green à Big City, le film : Vacances dans l'espace (2024)